# Maratón Clásica de Atenas
La maratón clásica de Atenas es una carrera de larga distancia que se celebra anualmente entre Maratón y Atenas, Grecia, normalmente en el mes de noviembre. Los competidores deben recorrer 42,195 km hasta la meta situada en el Estadio Panathinaikó, sede de los primeros juegos de la Edad Moderna en 1896 en los que se instauró esta disciplina atlética. 

## Historia y descripción
El recorrido de esta maratón se basa en la leyenda que le da nombre y existencia, y que no es otra que la del soldado ateniense Filípides, que hizo de mensajero en la Antigua Grecia corriendo desde la batalla de Maratón hasta Atenas para comunicar la noticia de la victoria helena sobre los persas en el año 490 a. C. Esta gesta se recuperó con la carrera de maratón en los Juegos Olímpicos de Atenas 1896. 
La actual maratón clásica de Atenas se comenzó a correr en 1972 tras un acuerdo entre la autoridad turística de Grecia y asociaciones de atletismo. La organización de la prueba está bajo el auspicio de sus organizadores actuales desde 1983 y ha llegado a convertirse en una carrera de importancia internacional, galardonada con la Etiqueta Dorada de las Carreras a Pie que entrega la Asociación Internacional de Federaciones de Atletismo (IAAF).
La maratón de Atenas es quizás la más dura entre las grandes de su tipo: la carrera discurre cuesta arriba desde el kilómetro 10 al 31, el ascenso más prolongado en cualquier maratón importante. La salida se produce en el municipio de Maratón, donde pasa delante de la tumba de los soldados atenienses muertos en la célebre batalla, y continua junto al mar a través de la localidad de Nea Makri. Tras otra pronunciada subida, el recorrido desciende lentamente hasta el Estadio Panathinaikó en la ciudad de Atenas, sede de pruebas de atletismo desde la antigüedad y meta de las maratones olímpicas de 1896 y 2004.

## Palmarés
| Año  | Hombres                   | Hombres         | Hombres           | Mujeres                  | Mujeres             | Mujeres             |
| Año  | Atleta                    | País            | Tiempo            | Atleta                   | País                | Tiempo              |
| ---- | ------------------------- | --------------- | ----------------- | ------------------------ | ------------------- | ------------------- |
| 2015 | Hristóforos Meroúsis      | Grecia          | 2 h 21 min 22     | Minori Hayakari          | Japón               | 2 h 52 min 06       |
| 2014 | Felix Kipchirchir Kandie  | Kenia           | 2 h 10 min 37     | Naomi Maiyo              | Kenia               | 2 h 41 min 06       |
| 2013 | Hillary Yego              | Kenia           | 2 h 13 min 55     | Nancy Joan Rotich        | Kenia               | 2 h 41 min 38       |
| 2012 | Raymond Bett              | Kenia           | 2 h 11 min 35     | Consalater Yadaa         | Kenia               | 2 h 40 min 00       |
| 2011 | Abdelkerim Boubker        | Marruecos       | 2 h 11 min 40     | Elfneshe Melaku          | Etiopía             | 2 h 35 min 25       |
| 2010 | Raymond Bett              | Kenia           | 2 h 12 min 40     | Rasa Drazdauskaitė       | Lituania            | 2 h 31 min 06       |
| 2009 | Josephat Kipkirui Ngetich | Kenia           | 2 h 13 min 44     | Akemi Ozaki              | Japón               | 2 h 39 min 56       |
| 2008 | Paul Lekuraa              | Kenia           | 2 h 12 min 42     | Mai Tagami               | Japón               | 2 h 36 min 58       |
| 2007 | Benjamin Kiprotich Korir  | Kenia           | 2 h 14 min 40     | Svetlana Ponomarenko     | Rusia               | 2 h 33 min 19       |
| 2006 | Henry Tarus               | Kenia           | 2 h 17 min 46     | Chikako Ogushi           | Japón               | 2 h 40 min 45       |
| 2005 | James Saina               | Kenia           | 2 h 16 min 15     | Sisay Measo              | Etiopía             | 2 h 38 min 39       |
| 2004 | Frederick Cherono         | Kenia           | 2 h 15 min 28     | Alemu Zinash             | Etiopía             | 2 h 41 min 11       |
| 2003 | Zebedayo Bayo             | Tanzania        | 2 h 16 min 59     | Nadezhda Wijenberg       | Países Bajos        | 2 h 43 min 18       |
| 2002 | Mark Saina                | Kenia           | 2 h 18 min 20     | Sonja Oberem             | Alemania            | 2 h 37 min 29       |
| 2001 | Noah Bor                  | Kenia           | 2 h 19 min 26     | Sonja Oberem             | Alemania            | 2 h 36 min 15       |
| 2000 | Nikolaos Polias           | Grecia          | 2 h 20 min 50     | Yeoryía Abatzídou        | Grecia              | 2 h 53 min 00       |
| 1999 | Masato Yonehara           | Japón           | 2 h 18 min 35     | Tamaki Okuno             | Japón               | 2 h 46 min 46       |
| 1998 | Nikolaos Polias           | Grecia          | 2 h 18 min 38     | Joy Smith                | Estados Unidos      | 2 h 50 min 52       |
| 1997 | Gerasimos Kokotos         | Grecia          | 2 h 31 min 47     | Melissa Hurta            | Estados Unidos      | 2 h 54 min 43       |
| 1996 | Nikitas Markakis          | Grecia          | 2 h 33 min 15     | Panagiota Petropoulou    | Grecia              | 2 h 56 min 42       |
| 1995 | Nikolaos Polias           | Grecia          | 2 h 27 min 27     | Panagiota Nikolakopoulou | Grecia              | 2 h 59 min 45       |
| 1994 | Christos Dumas            | Grecia          | 2 h 27 min 27     | Kleri Stavropoulou       | Grecia              | 3 h 21 min 32       |
| 1993 | Nikolaos Polias           | Grecia          | 2 h 28 min 12     | Panagiota Petropoulou    | Grecia              | 3 h 15 min 56       |
| 1992 | Christos Dumas            | Grecia          | 2 h 31 min 15     | Reiko Hirosawa           | Japón               | 3 h 05 min 24       |
| 1991 | Theodoros Fotopoulos      | Grecia          | 2 h 28 min 18     | Sofia Sotiriadou         | Grecia              | 2 h 59 min 29       |
| 1990 | Johan Engholm             | Suecia          | 2 h 26 min 33     | Prudence Taylor          | Nueva Zelanda       | 2 h 59 min 15       |
| 1989 | Jan van Rijthoven         | Países Bajos    | 2 h 23 min 19     | Leslie Lewis             | Estados Unidos      | 2 h 37 min 42       |
| 1988 | Fedor Ryzhov              | Unión Soviética | 2 h 17 min 33     | Magdalini Poulimenou     | Grecia              | 2 h 50 min 59       |
| 1987 | Kevin Flanegan            | Sudáfrica       | 2 h 25 min 14     | Irina Bogacheva          | Unión Soviética     | 2 h 43 min 37       |
| 1986 | Jos vander Water          | Bélgica         | 2 h 27 min 22     | Signe Ward               | Noruega             | 3 h 06 min 58       |
| 1985 | Michael Hill              | Suecia          | 2 h 26 min 20     | Eryl Davies              | Reino Unido         | 3 h 04 min 30       |
| 1984 | Leon Swanepoel            | Sudáfrica       | 2 h 28 min 53     | Barbara Balzer           | Estados Unidos      | 2 h 58 min 30       |
| 1983 | Martin J. McCarthy        | Reino Unido     | 2 h 25 min 34     | Hanne Jensen             | Dinamarca           | 3 h 20 min 33       |
| 1982 | Rick Callison             | Estados Unidos  | 2 h 27 min 29     | Ella Grimm               | Dinamarca           | 3 h 07 min 41       |
| 1981 | Yánnis Koúros             | Grecia          | 2 h 32 min 50     | Britta Sorensen          | Dinamarca           | 3 h 16 min 00       |
| 1980 | Jean-Paul Didim           | Francia         | 2 h 34 min 32     | Arlene Volmer            | Estados Unidos      | 3 h 17 min 07       |
| 1979 | Richard Belk              | Reino Unido     | 2 h 31 min 21     | Gaby Birrer              | Suiza               | 3 h 34 min 21       |
| 1978 | Danny Flynn               | Australia       | 2 h 27 min 22     | Alexandra Fili           | Grecia              | 4 h 47 min 00       |
| 1977 | Kebede Balcha             | Etiopía         | 2 h 14 min 40 s 8 | Christina Johansson      | Suecia              | 3 h 05 min 53       |
| 1976 | Edgar Friedli             | Suiza           | 2 h 33 min 50     | Melissa Hendriksen       | Estados Unidos      | 3 h 35 min 45       |
| 1975 | Teofanis Tsimingatos      | Grecia          | 2 h 35 min 39     | Corrie Konings           | Países Bajos        | 3 h 16 min 13       |
| 1974 | Teofanis Tsimingatos      | Grecia          | 2 h 29 min 31     | Eva-Maria Westphal       | Alemania            | 3 h 55 min 56       |
| 1973 | Youko Kuha                | Finlandia       | 2 h 32 min 26     | Sin prueba femenina      | Sin prueba femenina | Sin prueba femenina |
| 1972 | Yiannis Virvilis          | Grecia          | 2 h 26 min 26     | Sin prueba femenina      | Sin prueba femenina | Sin prueba femenina |

## Estadísticas

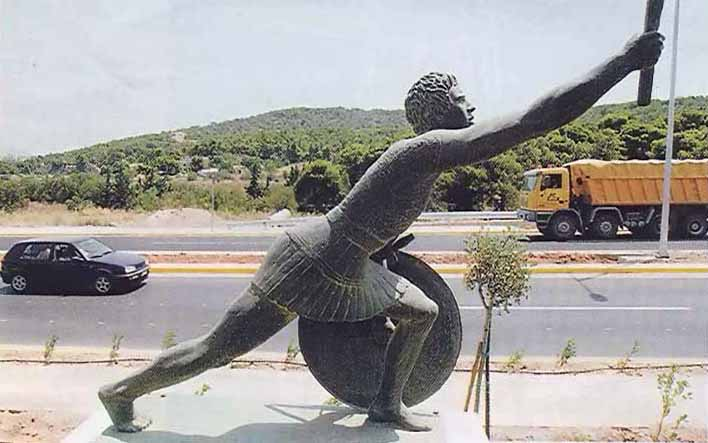
Estatua de Filípides en la carretera de Maratón a Atenas

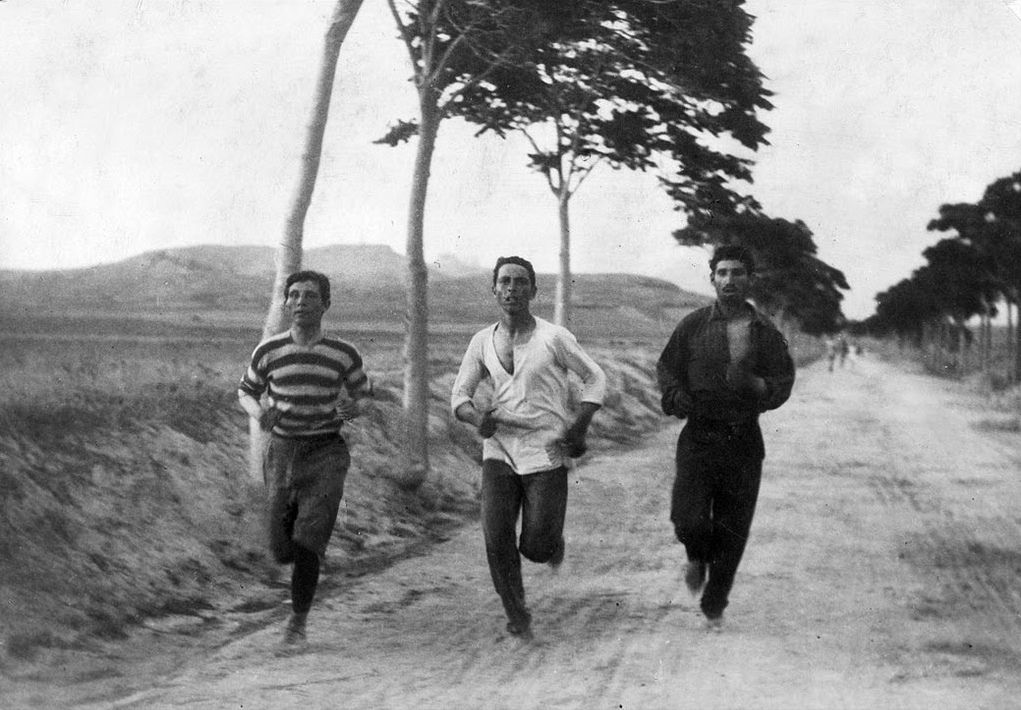
El viajero estadounidense Burton Holmes en una foto titulada: 1896: Tres atletas entrenando para la maratón de los Juegos Olímpicos en Atenas. La maratón en los Juegos Olímpicos de Atenas 1896 fue la prescursora de la actual maratón anual.

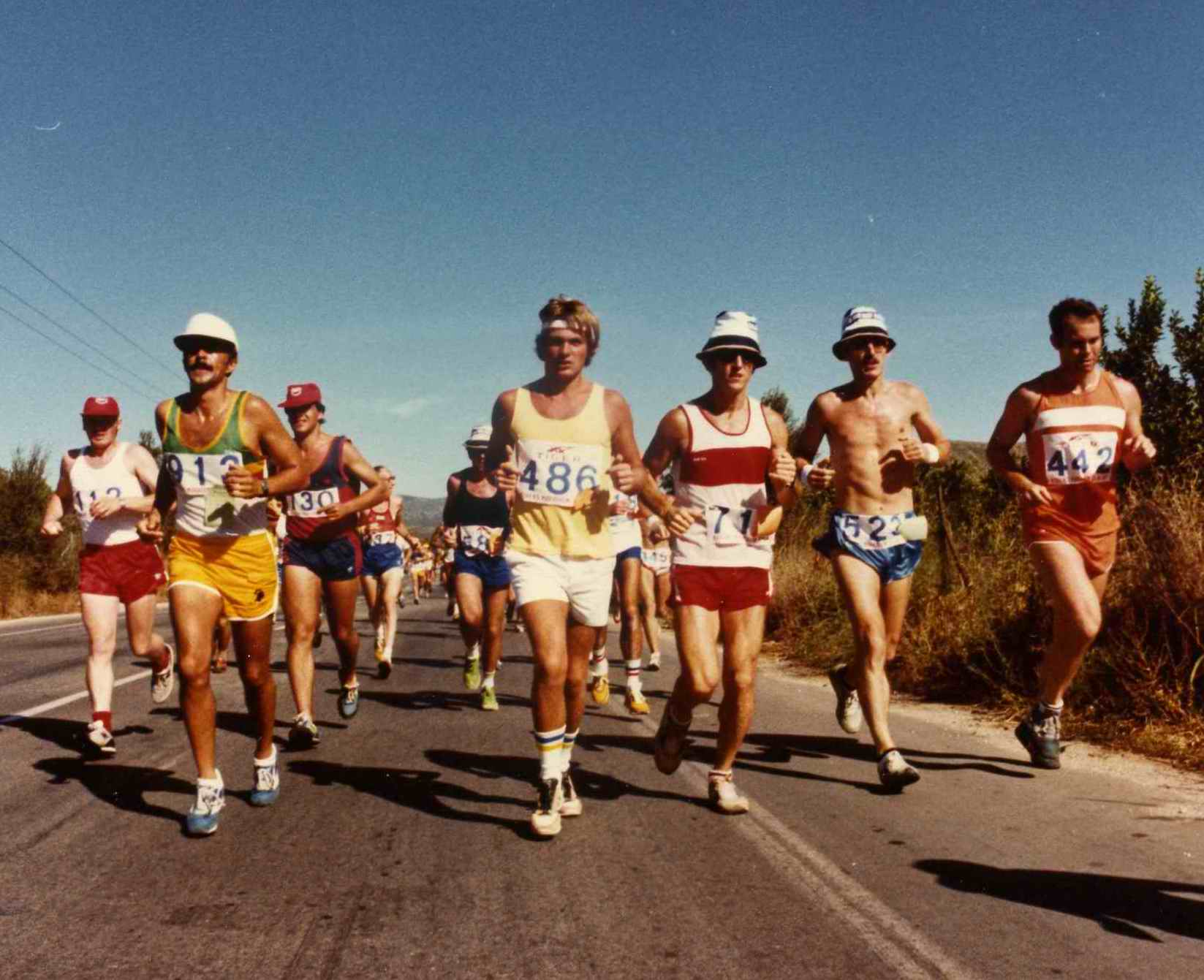
Corredores de la edición de 1980, ganada por Jean-Paul Didim.

### Ganadores por país
| País            | Hombres | Mujeres | Total |
| --------------- | ------- | ------- | ----- |
| Grecia          | 14      | 8       | 22    |
| Kenia           | 10      | 1       | 11    |
| Estados Unidos  | 1       | 6       | 7     |
| Japón           | 1       | 6       | 7     |
| Dinamarca       | 0       | 3       | 3     |
| Etiopía         | 1       | 3       | 4     |
| Alemania        | 0       | 3       | 3     |
| Países Bajos    | 1       | 2       | 3     |
| Sudáfrica       | 2       | 0       | 2     |
| Unión Soviética | 1       | 1       | 2     |
| Suecia          | 2       | 1       | 3     |
| Suiza           | 1       | 1       | 2     |
| Reino Unido     | 1       | 1       | 2     |
| Australia       | 1       | 0       | 1     |
| Bélgica         | 1       | 0       | 1     |
| Francia         | 1       | 0       | 1     |
| Marruecos       | 1       | 0       | 1     |
| Lituania        | 0       | 1       | 1     |
| Noruega         | 0       | 1       | 1     |
| Nueva Zelanda   | 0       | 1       | 1     |
| Rusia           | 0       | 1       | 1     |
| Tanzania        | 1       | 0       | 1     |
| Finlandia       | 1       | 0       | 1     |

### Ganadores múltiples
| Atleta                | País     | Victorias | Años                   |
| --------------------- | -------- | --------- | ---------------------- |
| Teofanis Tsimingatos  | Grecia   | 2         | 1974, 1975             |
| Christos Dumas        | Grecia   | 2         | 1992, 1994             |
| Nikolaos Polias       | Grecia   | 4         | 1993, 1995, 1998, 2000 |
| Panagiota Petropoulou | Grecia   | 2         | 1993, 1996             |
| Sonja Oberem          | Alemania | 2         | 2001, 2002             |
| Raymond Bett          | Kenia    | 2         | 2010, 2012             |

### Participantes
| N.º | Año  | Corredores de 42 km. | Total de inscritos |
| --- | ---- | -------------------- | ------------------ |
| 28° | 2010 | ?                    | 20.000             |
| 29° | 2011 | 9.000                | 17.500             |
| 30° | 2012 | 9.500                | 26.000             |
| 31° | 2013 | ?                    | 31.000             |
| 32° | 2014 | 13.000               | 35.000             |
| 33° | 2015 | 16.000               | 43.000             |
| 34° | 2016 | 18.000               | 50.000             |